# River Lark
River Lark är ett vattendrag i Storbritannien. Det ligger i riksdelen England, i den sydöstra delen av landet, 110 km norr om huvudstaden London.